# بروتين مثبط
البروتين المثبط (بالإنجليزية: Inhibitor protein)‏، هو بروتين موجود في النسيج الغشائي في الميتوكندريا ويحمي الخلية من التحلل السريع ل مركبات الطاقة " ATP" والذي يحصل بسبب فقر الدم اللحظي "ischaemia". في غياب الأكسجين ينخفض الرقم الهيدروجيني للنسيج الغشائي للميتوكندريا، ويؤدي هذا إلى شحن البروتينات المثبطة بشحنة موجبة مما يؤدي لتغيير شكلها لشكل يجعلها قادرة على الارتباط ب F1Fo synthetase مما يؤدي لوقف عمل المذكور أخيرًا، حيث أنّ ارتباطها به يعمل على منعه من الحركة للخلف، لتعمل بذلك على الزيادة في تكسير مركبات الطاقة لاستخراج الطاقة منها بدلًا من تصنيعها عن طريق F1Fo synthetase. عندما يعود الأكجسين إلى مستوياته الطبيعية حيث الرقم الهيدروجيني يرتفع والبروتين المثبط يفقد الشحنات الموجبة التي اكتسبها وينفصل عن ال F1Fo synthetase  ويسمح له بذلك بإعادة تصنيع مركبات الطاقة "ATP"